# Clásico porteño (Perú)
El clásico más importante del Callao es el encuentro que disputan el Club Atlético Chalaco y el Sport Boys Association. Este duelo es también conocido como el «Clásico porteño» o «Clásico Chalaco».
La furia y la misilera son los dos clubes más grandes del primer puerto del Perú, el Callao. Entre ellos suman 8 títulos nacionales. 2 títulos del Atlético Chalaco y 6 títulos del Sport Boys.
En la actualidad Sport Boys se encuentra militando en la Primera División del Perú (Liga 1), mientras que Atlético Chalaco lo hace en la Liga Distrital del Callao de la Copa Perú.

## Primer encuentro
El primer encuentro oficial se disputó el 6 de junio de 1937, por el Torneo Amateur (ANA), Club Atlético Chalaco y Sport Boys Association. El juego correspondía a la segunda fecha de la División de Honor que era el nombre que tomaba la máxima división a partir de ese año. El "León Porteño" desde 1932 había participado únicamente en la Liga del Callao y luego de ganarla en 1935 fue invitado, junto al subcampeón Telmo Carbajo, para ser parte de la mencionada División de Honor de 1937 (en 1936 no hubo torneo por la participación peruana en los Juegos Olímpicos de Berlín 1936. En ese torneo, entre otros equipos que venían de la Primera División, estaba Sport Boys, campeón de 1935, al que no había enfrentado antes porque "La Misilera" debutó en la máxima categoría recién en 1933. 
El encuentro se jugó en el Estadio Nacional el domingo 6 de junio de 1937 con arbitraje de Lizardo López Torres. Los equipos formaron de la siguiente manera:
Atlético Chalaco: Jorge Garcés; Pedro Paulet, Pedro Valdez; Juan Rivero, Pedro Bedoya, Enrique Salas; Luis Quiles, Augusto Otero, Marcial Albarracín, Alejandro Quiroz Noli y Fidel Ramírez.
Sport Boys: Víctor Marchena; Narciso León, Guillermo Pardo; Pedro Moncada, Segundo Castillo, Carlos Portal; Teodoro Alcalde, Pedro Ibáñez, Jorge Alcalde, Andrés Álvarez y Enrique Aróstegui.
El cuadro rosado abrió el marcador a los 29 minutos por intermedio de Álvarez que marcó de "palomita". A los 43' Ibáñez saca un remate que se le escapa al portero del Chalaco aumentando el score. Con el 2-0 a favor de Boys se fueron los equipos al descanso. En el complemento a los 5 minutos hubo una falta de León sobre Quiles en el área que el árbitro marcó como penal. Lo cobró "perico" Bedoya que descontó en el marcador. Pero tres minutos después "prisco" Alcalde con un tiro alto y esquinado puso el 3-1 que parecía sentenciar el partido.
Pero si algo había hecho famoso al Chalaco en esa época era la llamada "Furia", logrando poner el marcador 3-2 a los 31' ST con tanto de Quiles. A falta de cinco minutos para el final una mano de Pardo en el área fue sancionada como penal a favor del Chalaco. Nuevamente Bedoya ejecutó la falta y puso el empate a tres goles. En los últimos minutos hubo opciones de ambos lados para desnivelar el marcador pero no se modificó hasta que llegó el pitazo final.

## Datos
Desde ese primer enfrentamiento, ambos clubes se enfrentaron 90 oportunidades. 28 victorias y 136 goles a favor para Atlético Chalaco y 37 victorias y 156 goles a favor para Sport Boys y 25 empates. En Primera División se enfrentaron en 88 ocasiones mientras que en Segunda División jugaron 2 partidos durante el torneo de 1988 (último campeonato donde coincidieron).
La mayor goleada de parte de Chalaco fue el 5 de agosto de 1945 con un triunfo de 4-0 por la primera fecha del campeonato de ese año. Y la mayor goleada en estos partidos ocurrió el 6 de octubre de 1951 y fue a favor del Sport Boys que ganó 10-2 por la fecha 12 del Campeonato Peruano de Fútbol de 1951.
En el torneo profesional de 1958, ambos equipos llegaron en la última fecha con chance de campeonar pues Atlético Chalaco venia con una ventaja de 1 punto sobre su rival Sport Boys. El partido hasta los 44 del segundo tiempo estaba 0-0 y con ese resultado Atlético Chalaco daba la vuelta ante su tradicional rival. Un minuto más tarde Sport Boys anota por intermedio de Teodoro Baluarte logrando su quinto título.
Anterior a su primer enfrentamiento en Primera División, ambos equipos jugaron un partido entre sí por el torneo no oficial de 1936. En la primera fase Atlético Chalaco ganó por 5-0 a Sport Boys que en ese momento tenía 7 jugadores con la selección peruana en el Campeonato Sudamericano 1937.
El último partido entre los primeros equipos de ambos clubes fue un amistoso jugado el 26 de mayo de 2005 que terminó con el marcador de 7-1 a favor del Sport Boys que contó con el refuerzo de Nolberto Solano para ese encuentro.

## Tabla comparativa
| Estadísticas                                | Club Atlético Chalaco | Sport Boys Association |
| ------------------------------------------- | --------------------- | ---------------------- |
| Fecha de fundación                          | 9 de junio de 1902    | 28 de julio de 1927    |
| Temporadas en Primera División              | 45                    | 82                     |
| Títulos de Primera División                 | 2                     | 6                      |
| Temporadas en Segunda División              | 8                     | 7                      |
| Títulos de Segunda División                 | 1                     | 3                      |
| Clasificación histórica en Primera División | 31º                   | 5º                     |
| Goleadores en Primera División              | 2                     | 10                     |
| Participaciones internacionales             | 1                     | 8                      |
| Descensos                                   | 2                     | 3                      |
| Categoría actual                            | Copa Perú             | Primera División       |

## Encuentros disputados
| Club Atlético Chalaco (122 años) | Sport Boys Association (97 años) |

| Fecha | Local            | Resultado | Visitante        |
| ----- | ---------------- | --------- | ---------------- |
| 1937  | Atlético Chalaco | 3-3       | Sport Boys       |
| 1938  | Sport Boys       | 4-2       | Atlético Chalaco |
| 1939  | Sport Boys       | 2-2       | Atlético Chalaco |
| 1939  | Atlético Chalaco | 1-2       | Sport Boys       |
| 1940  | Sport Boys       | 0-1       | Atlético Chalaco |
| 1940  | Atlético Chalaco | 4-1       | Sport Boys       |
| 1941  | Sport Boys       | 1-0       | Atlético Chalaco |
| 1941  | Atlético Chalaco | 1-3       | Sport Boys       |
| 1942  | Sport Boys       | 2-1       | Atlético Chalaco |
| 1943  | Atlético Chalaco | 2-1       | Sport Boys       |
| 1943  | Sport Boys       | 1-0       | Atlético Chalaco |
| 1944  | Sport Boys       | 1-2       | Atlético Chalaco |
| 1944  | Atlético Chalaco | 4-1       | Sport Boys       |
| 1945  | Atlético Chalaco | 4-0       | Sport Boys       |
| 1945  | Sport Boys       | 0-2       | Atlético Chalaco |
| 1946  | Atlético Chalaco | 3-1       | Sport Boys       |
| 1946  | Sport Boys       | 4-4       | Atlético Chalaco |
| 1946  | Sport Boys       | 0-2       | Atlético Chalaco |
| 1947  | Sport Boys       | 2-2       | Atlético Chalaco |
| 1947  | Atlético Chalaco | 2-1       | Sport Boys       |
| 1947  | Atlético Chalaco | 0-2       | Sport Boys       |
| 1948  | Atlético Chalaco | 3-1       | Sport Boys       |
| 1948  | Sport Boys       | 2-2       | Atlético Chalaco |
| 1948  | Sport Boys       | 4-5       | Atlético Chalaco |
| 1949  | Sport Boys       | 2-1       | Atlético Chalaco |
| 1949  | Atlético Chalaco | 1-4       | Sport Boys       |
| 1949  | Atlético Chalaco | 4-2       | Sport Boys       |
| 1950  | Sport Boys       | 2-1       | Atlético Chalaco |
| 1950  | Atlético Chalaco | 2-3       | Sport Boys       |
| 1951  | Sport Boys       | 6-2       | Atlético Chalaco |
| 1951  | Atlético Chalaco | 2-10      | Sport Boys       |
| 1952  | Sport Boys       | 4-1       | Atlético Chalaco |
| 1952  | Atlético Chalaco | 2-3       | Sport Boys       |
| 1953  | Atlético Chalaco | 2-0       | Sport Boys       |
| 1953  | Sport Boys       | 1-1       | Atlético Chalaco |
| 1954  | Sport Boys       | 2-4       | Atlético Chalaco |
| 1954  | Atlético Chalaco | 1-1       | Sport Boys       |
| 1955  | Sport Boys       | 2-1       | Atlético Chalaco |
| 1955  | Atlético Chalaco | 3-1       | Sport Boys       |
| 1956  | Atlético Chalaco | 0-0       | Sport Boys       |
| 1956  | Sport Boys       | 2-3       | Atlético Chalaco |
| 1957  | Sport Boys       | 0-2       | Atlético Chalaco |
| 1957  | Atlético Chalaco | 2-0       | Sport Boys       |
| 1958  | Atlético Chalaco | 1-1       | Sport Boys       |
| 1958  | Sport Boys       | 3-0       | Atlético Chalaco |
| 1958  | Atlético Chalaco | 0-1       | Sport Boys       |
| 1959  | Sport Boys       | 3-2       | Atlético Chalaco |
| 1959  | Atlético Chalaco | 2-0       | Sport Boys       |
| 1960  | Sport Boys       | 2-1       | Atlético Chalaco |
| 1960  | Atlético Chalaco | 3-4       | Sport Boys       |
| 1961  | Sport Boys       | 2-0       | Atlético Chalaco |
| 1961  | Atlético Chalaco | 2-0       | Sport Boys       |
| 1962  | Sport Boys       | 0-0       | Atlético Chalaco |
| 1962  | Atlético Chalaco | 3-2       | Sport Boys       |
| 1973  | Atlético Chalaco | 0-0       | Sport Boys       |
| 1973  | Sport Boys       | 3-1       | Atlético Chalaco |
| 1974  | Atlético Chalaco | 2-0       | Sport Boys       |
| 1974  | Sport Boys       | 4-1       | Atlético Chalaco |
| 1975  | Atlético Chalaco | 0-0       | Sport Boys       |
| 1975  | Sport Boys       | 1-0       | Atlético Chalaco |
| 1976  | Atlético Chalaco | 2-2       | Sport Boys       |
| 1976  | Sport Boys       | 4-1       | Atlético Chalaco |
| 1977  | Atlético Chalaco | 0-2       | Sport Boys       |
| 1977  | Sport Boys       | 3-2       | Atlético Chalaco |
| 1977  | Atlético Chalaco | 1-1       | Sport Boys       |
| 1977  | Sport Boys       | 1-0       | Atlético Chalaco |
| 1978  | Sport Boys       | 1-0       | Atlético Chalaco |
| 1978  | Atlético Chalaco | 2-0       | Sport Boys       |
| 1979  | Sport Boys       | 1-1       | Atlético Chalaco |
| 1979  | Atlético Chalaco | 1-2       | Sport Boys       |
| 1980  | Sport Boys       | 2-2       | Atlético Chalaco |
| 1980  | Atlético Chalaco | 2-2       | Sport Boys       |
| 1981  | Atlético Chalaco | 4-2       | Sport Boys       |
| 1981  | Sport Boys       | 0-1       | Atlético Chalaco |
| 1981  | Sport Boys       | 2-2       | Atlético Chalaco |
| 1981  | Atlético Chalaco | 1-1       | Sport Boys       |
| 1982  | Sport Boys       | 1-2       | Atlético Chalaco |
| 1982  | Atlético Chalaco | 0-0       | Sport Boys       |
| 1982  | Sport Boys       | 2-2       | Atlético Chalaco |
| 1982  | Atlético Chalaco | 0-0       | Sport Boys       |
| 1982  | Sport Boys       | 0-0       | Atlético Chalaco |
| 1982  | Atlético Chalaco | 1-1       | Sport Boys       |
| 1983  | Sport Boys       | 2-0       | Atlético Chalaco |
| 1983  | Atlético Chalaco | 1-2       | Sport Boys       |
| 1984  | Sport Boys       | 2-1       | Atlético Chalaco |
| 1984  | Atlético Chalaco | 1-0       | Sport Boys       |
| 1985  | Atlético Chalaco | 0-0       | Sport Boys       |
| 1985  | Sport Boys       | 3-0       | Atlético Chalaco |
| 1988  | Sport Boys       | 2-1       | Atlético Chalaco |
| 1988  | Atlético Chalaco | 0-5       | Sport Boys       |

## Estadísticas en campeonatos oficiales
|                  | PJ | Ganó Boys | Empates | Ganó Chalaco | Goles Boys | Goles Chalaco |
| ---------------- | -- | --------- | ------- | ------------ | ---------- | ------------- |
| Primera División | 88 | 35        | 25      | 28           | 149        | 135           |
| Segunda División | 2  | 2         | 0       | 0            | 7          | 1             |
| Total            | 90 | 37        | 25      | 28           | 156        | 136           |

## Goleadores por equipo
| Futbolista       | Goles |
| ---------------- | ----- |
| Félix Mina       | 9     |
| Abelardo Lecca   | 6     |
| Ernesto Morales  | 6     |
| René Rosasco     | 5     |
| Juan Castillo    | 5     |
| Alberto Castillo | 5     |
| Reynaldo Luna    | 3     |

| Futbolista           | Goles |
| -------------------- | ----- |
| Valeriano López      | 15    |
| Guillermo Barbadillo | 12    |
| Pedro Valdivieso     | 9     |
| Attilio Escate       | 6     |
| Armando Agurto       | 5     |
| Manuel Drago         | 5     |
| Víctor Hurtado       | 5     |

## Jugadores en ambos equipos
Entre los futbolistas que vistieron la camiseta de los dos principales equipos chalacos destacan Juan Rivero y Armando Agurto que fueron campeones de la Primera División del Perú con ambos clubes. Rivero logró el título del campeonato 1930 con Atlético Chalaco y del campeonato 1942 con Sport Boys mientras que Agurto fue campeón del torneo de 1942 con Boys y del torneo 1947 con Chalaco.
| - Armando Agurto - Andrés Álvarez - Ramón Anchissi - Guillermo Arias - Guillermo Aróstegui - Celestino Ávalos - Enrique Avilés - Humberto Ballesteros - Teodoro Baluarte - Alejandro Baza - Humberto Becerra - Víctor Benavides - Arturo Bisetti - Pablo Castillo - Juan Cavero - Carlos Chirinos - Javier Chirinos - Julio Colina - Leonidas Córdova - Guillermo Correa - Rafael Crovetto | - Luis Cruces - Orlando de la Torre - Miguel Dietz - Oswaldo Elcolobarrutia - Attilio Escate - Eduardo Fernández - Hipólito Flores - Julio Flores - Oswaldo Flores - David Franco - Alberto Galeano - Jorge Garcés - Miguel García - Walter Garcia - José Gil - Jorge Gutti - Wilfredo Honores - Marcos Huby - Marcial Hurtado - Jorge Lama - Abelardo Lecca | - Rafael León - Mariano Loo - Lorenzo López - Pedro Lujambio - Daniel Luján - Pedro Maldonado - Víctor Marchena - Eloy Martín - Víctor Matthias - Demetrio Mazzo - Julio Meléndez - Luis Mexzo - Walter Milera - Félix Mina - Dante Novoa - Santiago Ojeda - Mario Osorio - Miguel Pacheco - Arturo Paredes - Pedro Paulet - Mario Peña | - Carlos Portal - Paul Portal - Guillermo Quijandría - Alejandro Quiroz Noli - Julio Rebaza - Carlos Rivas - Juan Rivero - Javier Rovai - Narciso Sáenz - Luis Salazar - Ottorino Sartor - Carlos Scolari - Teodoro Seminario - Carlos Solís - Gabriel Soto - Enrique Strat - Sigifredo Vargas - Clemente Velásquez - Román Villanueva |